# Hrîbenînka, Starokosteantîniv
Hrîbenînka (în ucraineană Грибенинка) este un sat în comuna Pașkivți din raionul Starokosteantîniv, regiunea Hmelnîțkîi, Ucraina.

## Demografie
Componența lingvistică a localității Hrîbenînka
     Ucraineană (97,34%)
     Rusă (2,37%)
Conform recensământului din 2001, majoritatea populației localității Hrîbenînka era vorbitoare de ucraineană (97,34%), existând în minoritate și vorbitori de rusă (2,37%).